# Turrien Lefebvre
 (mai 2009).
Si vous disposez d'ouvrages ou d'articles de référence ou si vous connaissez des sites web de qualité traitant du thème abordé ici, merci de compléter l'article en donnant les références utiles à sa vérifiabilité et en les liant à la section « Notes et références ».
Pour les articles homonymes, voir Lefebvre.
Turrien Lefebvre est un écrivain né à Douai en mars 1608 et y décédé d'une apoplexie foudroyante le 28 juin 1672.

## Biographie
- 1625 : entre au noviciat et se dévoue au ministère de sa chaire à la Compagnie de Jésus.

## Note
1. ↑  Hippolyte-Romain-Joseph Duthillœul, Galerie douaisienne ou Biographie de la ville de Douai, Douai, Adam Aubers, 1884. Archivé à la Bibliotheca Bodletana, numérisé par Google Books
2. ↑  Augustin de Backer et Aloys de Backer, Bibliothèque des écrivains de la Compagnie de Jésus, imprimerie de L. Grandmont-Donders, Liège, 1853, p. 298. Archives de l'université d'Oxford, numérisé par Google Books le 25 juillet 2006